# Crise économique vénézuélienne

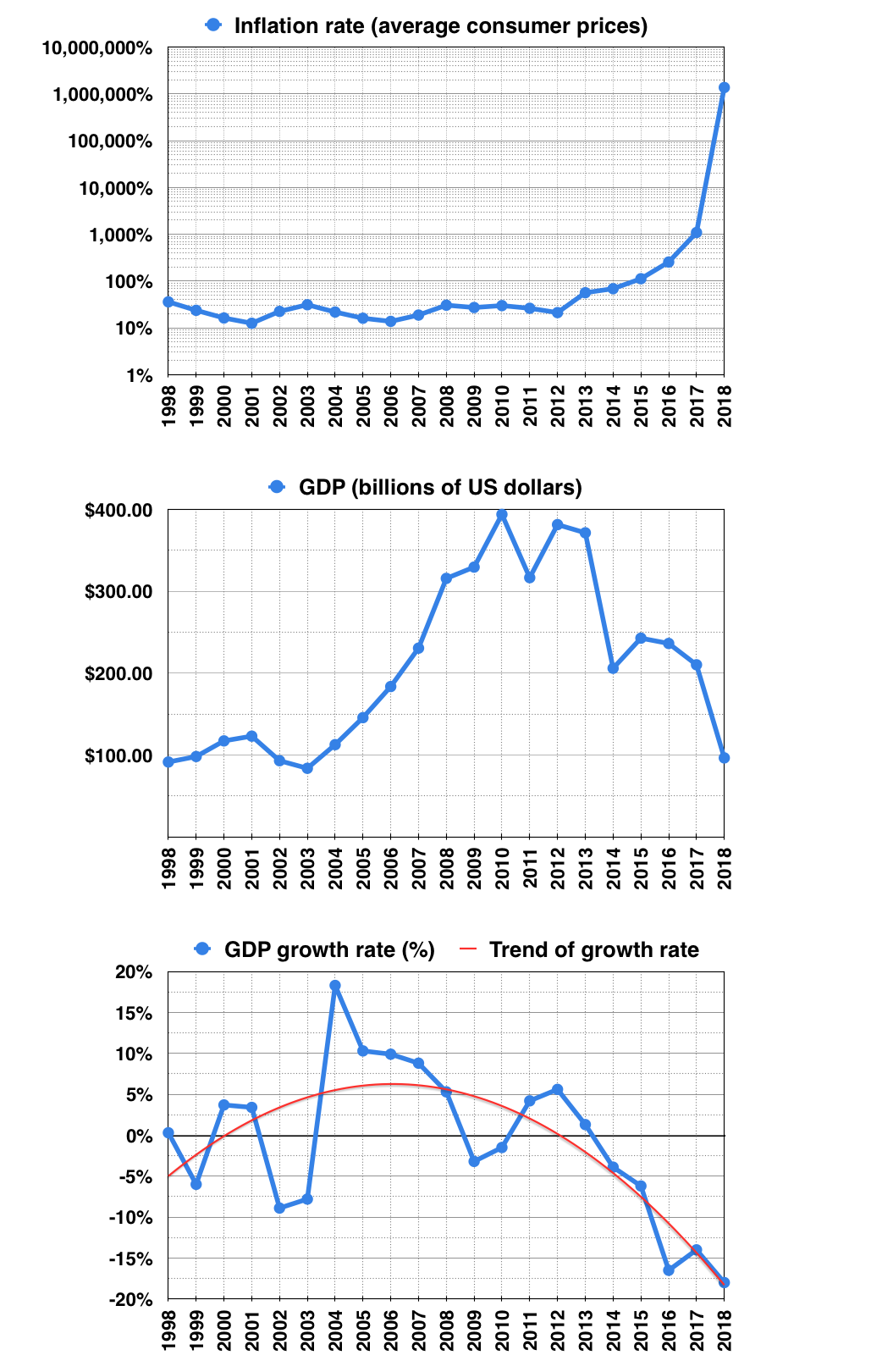
Indicateurs économiques au Venezuela 1998-2017

La crise économique vénézuélienne se réfère à la détérioration qui a commencé à être remarquée dans les principaux indicateurs macroéconomiques de l'année 2012 et qui se poursuit aujourd'hui au Venezuela. Les conséquences de cette crise, couplée à une crise financière et monétaire, se sont étendues dans le temps et dans la société, provoquant ainsi une grave crise politique, sociale, humanitaire et migratoire.
L'économie vénézuélienne étant fortement dépendante de la rente pétrolière, qui représente 90 % des exportations et 50 % du budget de l'État, la chute des cours du pétrole démarrée en 2013 (−70 % entre 2013 et 2016) a fait chuter les revenus de l'État et a fait entrer le pays dans une grave crise économique.

## Contexte
Après 2003, à la faveur de l'augmentation des prix des hydrocarbures, d'un climat politique plus détendu et de la reprise en main de la compagnie pétrolière nationale PDVSA par le gouvernement du président Hugo Chávez, le Venezuela a connu un taux de croissance du PIB de 13,5 % en moyenne jusqu'en 2009 (un des plus hauts du monde, selon les chiffres officiels et ceux du FMI).
Les investissements sociaux du gouvernement (par le biais des misiones) dans les domaines éducatifs, alimentaires et médico-sanitaires, créées depuis 2001 commencent à porter leurs fruits : le taux de pauvreté est réduit entre 2003 et 2008 de près de 30 points (de 54 % à 26 %), dont une diminution particulièrement significative de l'extrême pauvreté de 72 %, tandis que près de 1 250 000 personnes ont été alphabétisées entre 2003 et 2004 selon les chiffres de la Banque centrale du Venezuela (Banco Central de Venezuela). Ces progrès sociaux s’accompagnent aussi d'une réduction des inégalités mesurées par l'indice de Gini.
Le PIB a été multiplié par cinq entre 1999 et 2014, passant de 98 milliards à 482 milliards de dollars.
La crise économique mondiale de 2008 et l'effondrement du cours des matières premières ont conduit à une faible croissance et une forte inflation. La forte inflation (30,9 % en 2008) a affecté la population durant cette période, mais le maintien des cours du pétrole et des volumes d'exportation ont permis à l'économie de se maintenir.

## Politique gouvernementale
Le président Nicolás Maduro est très critiqué pour ses décisions économiques. Il maintient notamment une politique de contrôle des changes qui impose une parité du bolivar (la monnaie vénézuélienne) face au dollar ; des hommes d'affaires ont ainsi pu acheter des dollars à un prix très inférieur à leur valeur réelle, provoquant une importante fuite des capitaux. En outre, l’État a continué de rembourser scrupuleusement ses créanciers plutôt que d'engager une renégociation des termes de la dette ; entre 2014 et 2017, le pays a ainsi dépensé près de 72 milliards de dollars en remboursement de dette plutôt que d'investir dans la diversification de l'économie.
En raison de la spirale inflationniste, les entreprises ne fixent plus les prix des produits en fonction du coût de production, mais par rapport à ce qu'elles estiment qu'il faudra dépenser pour les produire de nouveau à l'avenir, relançant ainsi le processus inflationniste. Pour y répondre, le gouvernement a renforcé le contrôle des prix dans le pays — limitant à 30 % les marges autorisées —, ce qui a conduit au développement d'un marché noir important, notamment pour les devises étrangères. En décembre 2017, en réaction à la crise et aux sanctions économiques internationales, le gouvernement annonce la création d'une cryptomonnaie, le petro, dont le cours dépend du pétrole, du gaz, de l'or et du diamant.

## Sanctions économiques des États-Unis
En 2017, l'ordre exécutif 13808 du président des États-Unis Donald Trump interdit aux investisseurs américains d'acheter des véhicules financiers du Venezuela. Ces sanctions économiques interdisent presque complètement au Venezuela l'accès aux marchés financiers internationaux. L'embargo sur le pétrole provoque également une forte baisse de la production pétrolière.
Pour l’ancien rapporteur indépendant auprès des Nations unies Alfred de Zayas, les sanctions américaines relèveraient de « crimes contre l’humanité » car elles détériorent sensiblement la sécurité alimentaire et le système sanitaire du pays. En août 2019, après de nouvelles sanctions contre le Venezuela, Michelle Bachelet, la Haute-commissaire des Nations unies aux droits de l'homme, s'est alarmée : « Les sanctions sont extrêmement étendues et ne contiennent pas suffisamment de mesures pour atténuer leur impact sur les couches les plus vulnérables de la population »[réf. souhaitée].
Cette politique a été critiquée par des personnalités politiques américaines. Le sénateur républicain Richard H. Black a ainsi déclaré : « Nous avons attaqué la monnaie vénézuélienne et par le biais du système bancaire international nous lui avons enlevé sa valeur pour dire : « Regardez comme ce gouvernement est mauvais, sa monnaie ne vaut rien ». »

## Hyperinflation, pénuries et conséquences sociales
Le problème de l'hyperinflation commence en 2013. Selon le FMI, l'inflation pourrait bondir à 10 000 000 % en 2019, après 1 370 000 en 2018 ; le PIB vénézuélien devrait se contracter de 12 % en 2017 après une chute de 18 % en 2016. Plus d’un million de Vénézuéliens ont fui leur pays pour se réfugier en Colombie, qui a un temps fermé sa frontière. D’autres ont choisi Manaus, au Brésil, pour sa commodité d’accès. Pas moins de 50 000 personnes sont parties chercher refuge au Chili.

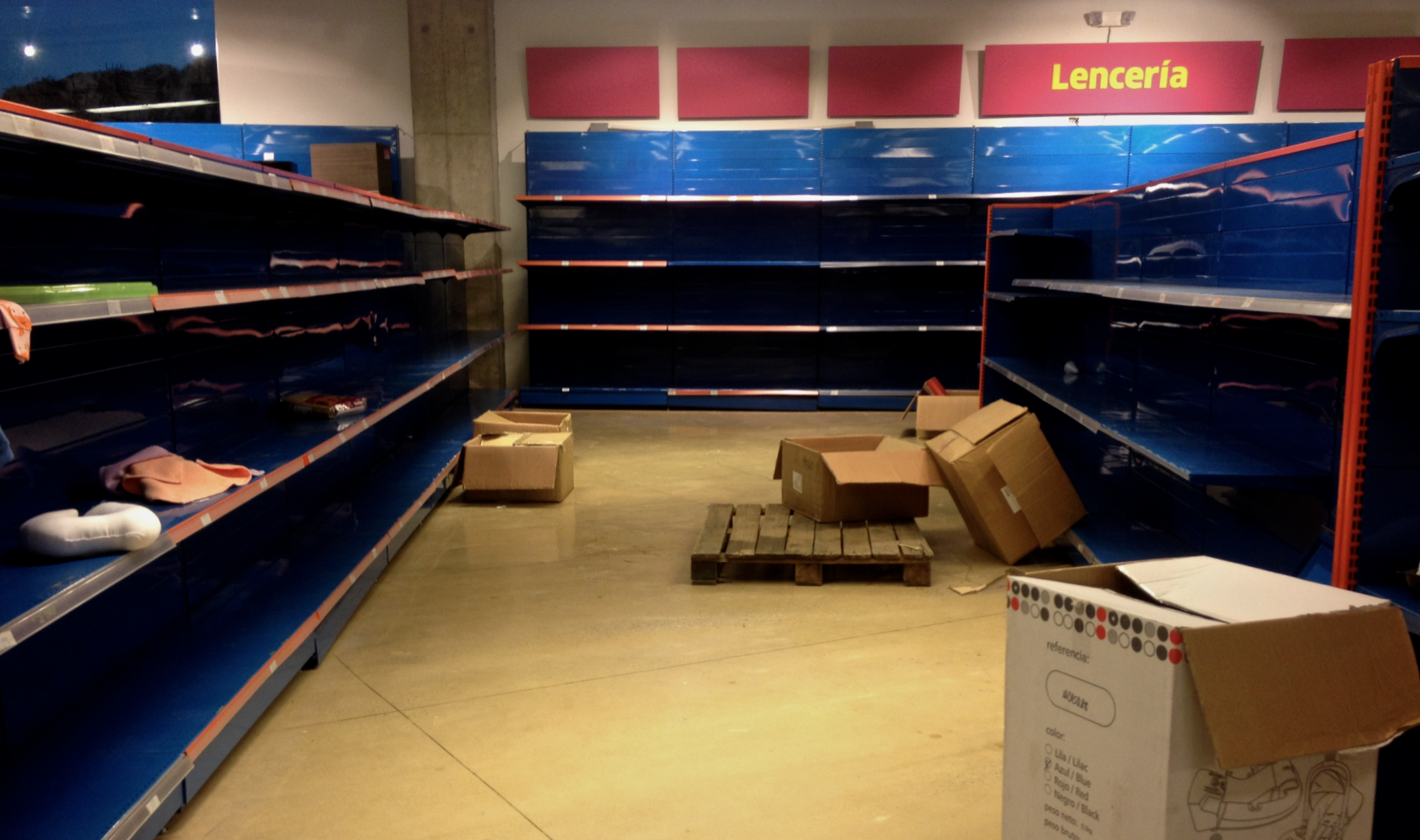
Pénurie dans les rayons des magasins vénézuéliens en novembre 2013.

Les difficultés économiques liées à l'inflation et la sous-production nationale ont conduit à de graves problèmes de pénurie, notamment alimentaire à l'origine des manifestations de 2014 à 2017.
Le gouvernement de Nicolás Maduro a renforcé le contrôle des prix dans le pays, ce qui a conduit au développement d'un marché noir important, notamment pour les devises étrangères.
Le déficit public du Venezuela est estimé à 20 % du PIB en 2015.
Le 15 novembre 2017, le pays est déclaré en défaut de paiement partiel par les agences de notation Fitch Ratings et S&P Global.
Le Panorama de la sécurité alimentaire, publié par quatre agences de l’ONU (FAO, l’OMS, le PAM et l’UNICEF), estime que 11,7 % des Vénézuéliens étaient sous-alimentés en 2017, soit une proportion plus élevée que le taux planétaire (10,9 %) mais inférieure à la région caraïbe (17 %). Le Programme alimentaire mondial ne situe pas le Venezuela parmi la cinquantaine de pays en situation de crise humanitaire et nécessitant une intervention urgente. D'après l’Église catholique vénézuélienne, la situation nutritionnelle se serait un peu améliorée en 2018 sous l’effet des mesures gouvernementales de lutte contre l'inflation.

## Chômage

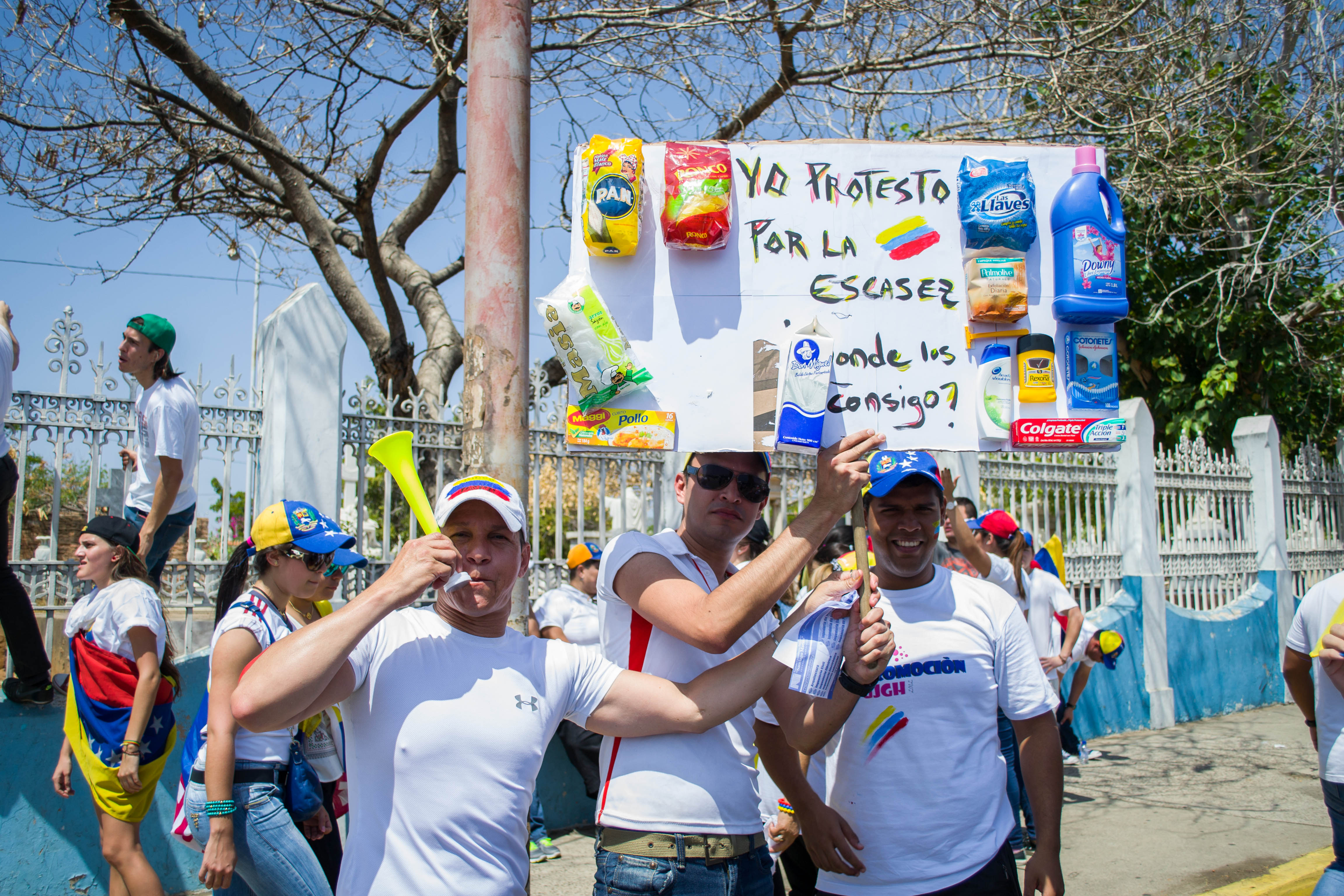
Un manifestant de l'opposition lors des manifestations de 2014 au Venezuela, portant une pancarte disant: "Je proteste pour la pénurie. Où pouvons-nous les obtenir?"

Le chômage, qui a atteint son niveau le plus bas historique en 2012 avec 890 000 personnes (7,82 % de la population active), est monté en 2016 à 18 % (2 700 000 chômeurs). Les personnes âgées de moins de 25 ans sont les plus touchées (26,5 %, soit 349 000 personnes).

## Notation financière
Selon la plupart des agences de notation, au début de 2013, les notations de crédit du Venezuela ont été revues à la baisse en « obligations à risque » ou en dessous de la catégorie « investment grade » avec des perspectives négatives. En un peu plus d'une année, Standard & Poor's a dégradé trois fois la cote de crédit du Venezuela; de B+ à B en juin 2013, B à B− en décembre 2013 et de B− à CCC+ en septembre 2014. Fitch Ratings a abaissé chacune des notations de crédit du Venezuela de B+ à B. En décembre 2013, Moody's Investors a également rétrogradé à Caa1, les notations (B1) et les devises (B2). Les raisons expliquées pour les changements de notation étant la forte augmentation de l'effondrement économique et financier, en raison de la politique du gouvernement vénézuélien et d'un taux d'inflation « hors de contrôle ».